# زخرط ثلاثي العروق
الزخرط ثلاثي العروق أو الغاجية ثلاثي العروقة (باللاتينية: Gagea trinervia) نوع نباتي يتبع جنس الزخرط من الفصيلة الزنبقية.

## الموطن والانتشار
النبات واطن في المغرب العربي وصقلية.